# Corso (Boumerdès)
Pour les articles homonymes, voir Corso.
Corso (en kabyle: Qurṣu, en arabe : قورصو) est une commune d'Algérie de la wilaya de Boumerdès, située à 25 km à l'est d'Alger.

## Géographie
Corso est une commune qui possède une façade maritime sur la mer Méditerranée, elle s'étend sur une plaine entre l'oued Corso à l'est et l'oued Boudouaou à l'ouest. Au sud descend un versant du djebel Nador.

### Situation
| Boudouaou El Bahri            | Mer Méditerranée            | Boumerdès              |
| Boudouaou El Bahri, Boudouaou | Corso                       | Boumerdès, Tidjelabine |
| Boudouaou                     | Boudouaou, Bouzegza Keddara | Tidjelabine            |

### Localités
La commune est composée de deux agglomérations principales, la ville de Corso (chef-lieu) et l'agglomération de Berrahmoune et plusieurs agglomérations secondaires, Traykia et Haouch Mahfoud Ben Abdelkader et Ouled Ben Bakhta.

## Routes
La commune de Corso est desservie par plusieurs routes nationales:
- Route nationale 5: RN5 (Route de Constantine).
- Route nationale 24: RN24 (Route de Béjaïa).
- Route nationale 29:menant vers keddara et alakhdaria

## Histoire
Le hameau de Corso situé près de la rivière du même nom fera partie de la commune de l'Alma créée le 25 juillet 1856, le village sera construit en 1874 avant d'être élevé au rang de commune en 1956.
Le 31 mai 1963, elle est intégrée à la commune nouvellement créée de Rocher Noir puis le 2 décembre 1963, Rocher Noir est elle-même intégrée à la commune de Thniet Beni Aïcha
En 1984, la commune de Corso est recréée et fait partie de la wilaya de Boumerdès.

## Équipements
- Centre d'Enfouissement Technique (CET)[4] ;
- Centre de transfusion sanguine ;
- Station de dessalement[5].